# بهزاد بهزادپور
بهزاد بهزادپور (زاده ۱۳۴۰ در تهران) کارگردان، فیلم‌نامه‌نویس، تدوین‌گر و بازیگر سینما اهل ایران است.

## کارگردان
- خداحافظ رفیق (اپیزود اول) (۱۳۸۲)
- خداحافظ رفیق (اپیزود دوم) (۱۳۸۲)
- خداحافظ رفیق (اپیزود سوم) (۱۳۸۲)

## نویسنده
- کلانتری غیرانتفاعی (۱۳۸۷)
- خداحافظ رفیق (اپیزود اول) (۱۳۸۲)
- خداحافظ رفیق (اپیزود دوم) (۱۳۸۲)
- خداحافظ رفیق (اپیزود سوم) (۱۳۸۲)
- رنجر (۱۳۷۸)
- باشگاه سری (۱۳۷۷)
- قله دنیا (۱۳۷۴)
- آخرین شناسایی (۱۳۷۲)

## بازیگر
- خسوف (۱۳۷۱)
- مجنون (۱۳۶۹)
- ردپایی بر شن (۱۳۶۶)
- دستفروش (اپیزود اول) (۱۳۶۵)
- دستفروش (اپیزود سوم) (۱۳۶۵)
- بلمی به سوی ساحل (۱۳۶۴)
- دو چشم بی سو (۱۳۶۲)
- توبه نصوح (۱۳۶۱)

## تدوین
- خداحافظ رفیق (اپیزود اول) (۱۳۸۲)
- خداحافظ رفیق (اپیزود دوم) (۱۳۸۲)
- خداحافظ رفیق (اپیزود سوم) (۱۳۸۲)
- کولی (۱۳۸۱)
- آخرین شناسایی (۱۳۷۲)
- نخلستان تشنه (۱۳۶۸)
- گنبد نور (۱۳۶۷)
- گودال (۱۳۶۷)
- سریال اسمان من (۱۳۹۶)

## جشنواره‌ها
- کاندیدای بهترین فیلمنامه (آخرین شناسایی) در دوازدهمین دوره جشنواره فیلم فجر - ۱۳۷۲
- کاندیدای بهترین تدوین (آخرین شناسایی) در دوازدهمین دوره جشنواره فیلم فجر - ۱۳۷۲
- کاندیدای بهترین تدوین (آخرین شناسایی) در پنجمین دوره جشنواره دفاع مقدس - ۱۳۷۳
- کاندیدای بهترین فیلمنامه (قله دنیا) در ششمین دوره جشنواره دفاع مقدس - ۱۳۷۵
- کاندیدای بهترین نمونه فیلم (آنونس) (سفر به چزابه) در پانزدهمین دوره جشنواره فیلم فجر - ۱۳۷۵